# Зелёная якамара
Зелёная якамара (лат. Galbula galbula) — вид птиц из семейства якамаровых.
Вид распространён на севере Южной Америки. Встречается на севере Бразилии, во Французской Гвиане, Суринаме, Гайане, Венесуэле и на востоке Колумбии. Его естественной средой обитания являются тропические и субтропические влажные низменные леса и вторичные леса.
Мелкая птица длиной 18—22 см и массой 18—29 г. Клюв чёрный, прямой, заострённый, длиной до 5 см. Верхние части тела и грудь зелёные с бронзовыми и медными оттенками. Лоб, макушка и часть щёк синевато-зелёные. Горло у самца белое, а у самки коричневое. Брюхо красного цвета. Верхняя сторона хвоста чёрно-синего цвета.
Держится парами или небольшими группами. Охотится на насекомых в полёте. Гнездится в норах, которые выкапывает в древесных термитниках или на склонах оврагов. В кладке два яйца.